# Salvia moorcroftiana
Salvia moorcroftiana là một loài thực vật có hoa trong họ Hoa môi. Loài này được Wall. ex Benth. miêu tả khoa học đầu tiên năm 1830.